# Dwight Frye
Pour les articles homonymes, voir Frye.
Dwight Frye est un acteur américain né le 22 février 1899 à Salina (Kansas), mort le 7 novembre 1943.
Il est notamment connu pour ses rôles dans le cinéma d'épouvante classique, en particulier ceux de Fritz dans Frankenstein et de Renfield dans Dracula, serviteurs de monstres qui inspireront le personnage type du fidèle Igor.

## Filmographie
- 1926 : Exit Smiling de Sam Taylor
- 1927 : Upstream de John Ford : un spectateur
- 1928 : The Night Bird : Wedding guest
- 1930 : Au seuil de l'enfer (The Doorway to Hell) d'Archie Mayo :Monk, un gangster
- 1930 : Man to Man : Vint Glade
- 1931 : Dracula : Renfield
- 1931 : Le Faucon maltais (The Maltese Falcon) de Roy Del Ruth : Wilmer Cook
- 1931 : The Black Camel : Jessop
- 1931 : Frankenstein : Fritz
- 1932 : Attorney for the Defense : James Wallace
- 1932 : By Whose Hand? : Chick Lewis
- 1932 : The Western Code : Dick Lewis
- 1932 : A Strange Adventure : Robert Wayne
- 1933 : The Vampire Bat : Herman Gleib
- 1933 : The Circus Queen Murder : Flandrin
- 1933 : L'Homme invisible (The Invisible Man) : Reporter
- 1935 : La Fiancée de Frankenstein (Bride of Frankenstein) : Karl
- 1935 : Atlantic Adventure : Spike Jones
- 1935 : Le Crime du docteur Crespi (The Crime of Dr. Crespi) de John H. Auer : Dr. Thomas
- 1935 : The Great Impersonation : Roger Unthank
- 1936 : Tough Guy : Mack, gangster
- 1936 : Florida Special de Ralph Murphy : Jenkins
- 1936 : Alibi for Murder : McBride
- 1936 : Great Guy : Man
- 1937 : Beware of Ladies : Swanson
- 1937 : Les Démons de la mer (Sea Devils) de Benjamin Stoloff : SS Paradise radio operator
- 1937 : Un homme qui se retrouve : Hysterical patient
- 1937 : Après (The Road Back) de James Whale : Small man at rally
- 1937 : Dans les mailles du filet (Renfrew of the Royal Mounted) de Albert Herman : Desk clerk
- 1937 : Hollywood Hollywood (Something to Sing About) : Mr. Easton (makeup supervisor)
- 1937 : Le Fantôme du cirque (The Shadow) : Vindecco
- 1938 : Who Killed Gail Preston? : Mr. Owen
- 1938 : Invisible Enemy : Alex
- 1938 : Sinners in Paradise : Marshall
- 1938 : Règlement de comptes (Fast Company) d'Edward Buzzell : Sidney Z. Wheeler
- 1938 : Think It Over : Arsonist
- 1938 : The Night Hawk : John Colley
- 1938 : Adventure in Sahara : Gravet, 'the Jackal'
- 1939 : Le Fils de Frankenstein (Son of Frankenstein) : Villager
- 1939 : L'Homme au masque de fer (The Man in the Iron Mask) : Fouquet's valet
- 1939 : Mickey the Kid (en) d'Arthur Lubin : Bruno
- 1939 : Conspiracy de Lew Landers : Lt. Keller
- 1940 : Drums of Fu Manchu (en) : Prof. Anderson [Ch.5]
- 1940 : Gangs of Chicago : Pinky
- 1940 : Phantom Raiders : Eddie Anders
- 1940 : Sky Bandits (en) de Ralph Staub : Speavy
- 1940 : Le Fils de Monte-Cristo (The Son of Monte Cristo) : Pavlov's secretary
- 1941 : The People vs. Dr. Kildare (en) d'Harold S. Bucquet : Jury Foreman
- 1941 : Mystery Ship : Rader
- 1941 : Espions volants (Flying Blind) réalisé par Frank McDonald : Leo Qualen
- 1941 : The Blonde from Singapore : Barber
- 1941 : The Devil Pays Off de John H. Auer : Radio Operator
- 1942 : Don't Talk : Ziggy, Saboteur
- 1942 : Sleepytime Gal : Second Mug
- 1942 : Le Fantôme de Frankenstein (The Ghost of Frankenstein) d'Erle C. Kenton : Villager
- 1942 : Danger in the Pacific : Desk Clerk
- 1942 : Frankenstein rencontre le loup-garou (Frankenstein Meets the Wolf Man) : Rudi
- 1943 : Les Bourreaux meurent aussi (Hangmen Also Die) : Hostage
- 1943 : Submarine Alert (en) de Frank McDonald : Haldine, fifth columnist
- 1943 : Dangerous Blondes de Leigh Jason : 1st Hoodlum